# Marco Reus
Marco Reus (født 31. maj 1989 i Dortmund) er en tysk fodboldspiller, der siden sommeren 2024 har spillet for den amerikanske MLS-klub LA Galaxy. Før det spillede han i tolv sæsoner for Borussia Dortmund. I 2013 var han med i UEFA Team Of The Year.